# A Lad from Old Ireland
A Lad from Old Ireland è un cortometraggio muto del 1910 diretto da Sidney Olcott che lo interpretò insieme a Gene Gauntier (anche sceneggiatrice).
È il debutto di J.P. McGowan (1880–1952), un attore nato in Australia che passerà poi anche dietro la macchina da presa, girando come regista 244 film.

## Trama
Un giovane irlandese, per sfuggire alla carestia e alle condizioni disperate di povertà del suo paese natale, emigra negli Stati Uniti. Dopo esser riuscito a raggiungere il successo, decide di ritornare in Irlanda.

## Produzione
Prodotto dalla Kalem Company, fu girato in Irlanda, a Cork, vicino a Dublino, New York e a bordo della SS Baltic. Uno dei primi film USA realizzati all'estero: nel 1910, infatti, la Kalem trasferì una troupe, composta da Sidney Olcott, Gene Gauntier e il cameraman George K. Hollister, nell'isola, diventando così il primo studio statunitense a produrre dei film al di fuori degli Stati Uniti. Alcune scene aggiunte furono girate a New York, soprattutto quelle dell'interno del cottage irlandese.

## Distribuzione
La pellicola venne distribuita nelle sale dalla General Film Company il 23 novembre 1910. Il film venne pubblicizzato come Kalem's Great Trans-Atlantic Drama (Il grande dramma transatlantico della Kalem). Il 1º agosto 1914, ne venne distribuita una riedizione.